# Meristogenys poecilus
Meristogenys poecilus är en groddjursart som först beskrevs av Robert F. Inger och Paul A. Gritis 1983.  Meristogenys poecilus ingår i släktet Meristogenys och familjen egentliga grodor. IUCN kategoriserar arten globalt som nära hotad. Inga underarter finns listade i Catalogue of Life.